# دست خدا (فیلم ۲۰۰۶)
دست خدا (انگلیسی: Hand of God) یک فیلم مستند مستقل آمریکایی محصول سال ۲۰۰۶ است که برای پخش ملی در ایالات متحده توسط یک کمپانی خریداری شد. این فیلم توسط جو کولتررا کارگردانی و تدوین شد و داستان چگونگی رسوایی‌های جنسی کلیسای کاتولیک در دهه ۱۹۶۰ توسط کشیش کلیسای آن‌ها، پدر جوزف بیرمنگام، که ادعا می‌شود نزدیک به ۱۰۰ کودک دیگر را مورد آزار و اذیت قرار داده بود، روایت می‌کند.